# إبرام إس. إيزاك
إبرام إس. إيزاك (بالإنجليزية: Abram S. Isaacs)‏ هو مؤلف وحاخام أمريكي، ولد في 30 أغسطس 1851 في نيويورك في الولايات المتحدة، وتوفي في 22 ديسمبر 1920.